# Basílica de San José (Bardstown)
La Basílica de San José también conocida como Basílica y Protocatedral de San José  (en inglés: Basilica of St. Joseph Proto-Cathedral) es una basílica católica en el 310 avenida de Stephen Foster en Bardstown, Kentucky en Estados Unidos. Es la antigua iglesia madre de la catedral de la antigua Diócesis católica de Bardstown. Durante sus años como una catedral, el pastor fue Benedict Joseph Flaget, el primer obispo de Bardstown.
La primera piedra fue colocada el 16 de julio de 1816, con el comienzo de las obras de construcción a partir de entonces. Los materiales utilizados para su construcción se encuentran en el área inmediata. El arquitecto y constructor fue John Rogers, de Baltimore. Para 1819 se completó suficientemente para que se realizara una misa. El interior estaba totalmente completo para 1823. Muchas de las pinturas y decoraciones interiores fueron donadas por el Papa León XII, el rey Luis Felipe de Francia y otros. El regalo del Rey de Francia incluye pinturas de Murillo, Van Dyke y otros. 

## Véase también

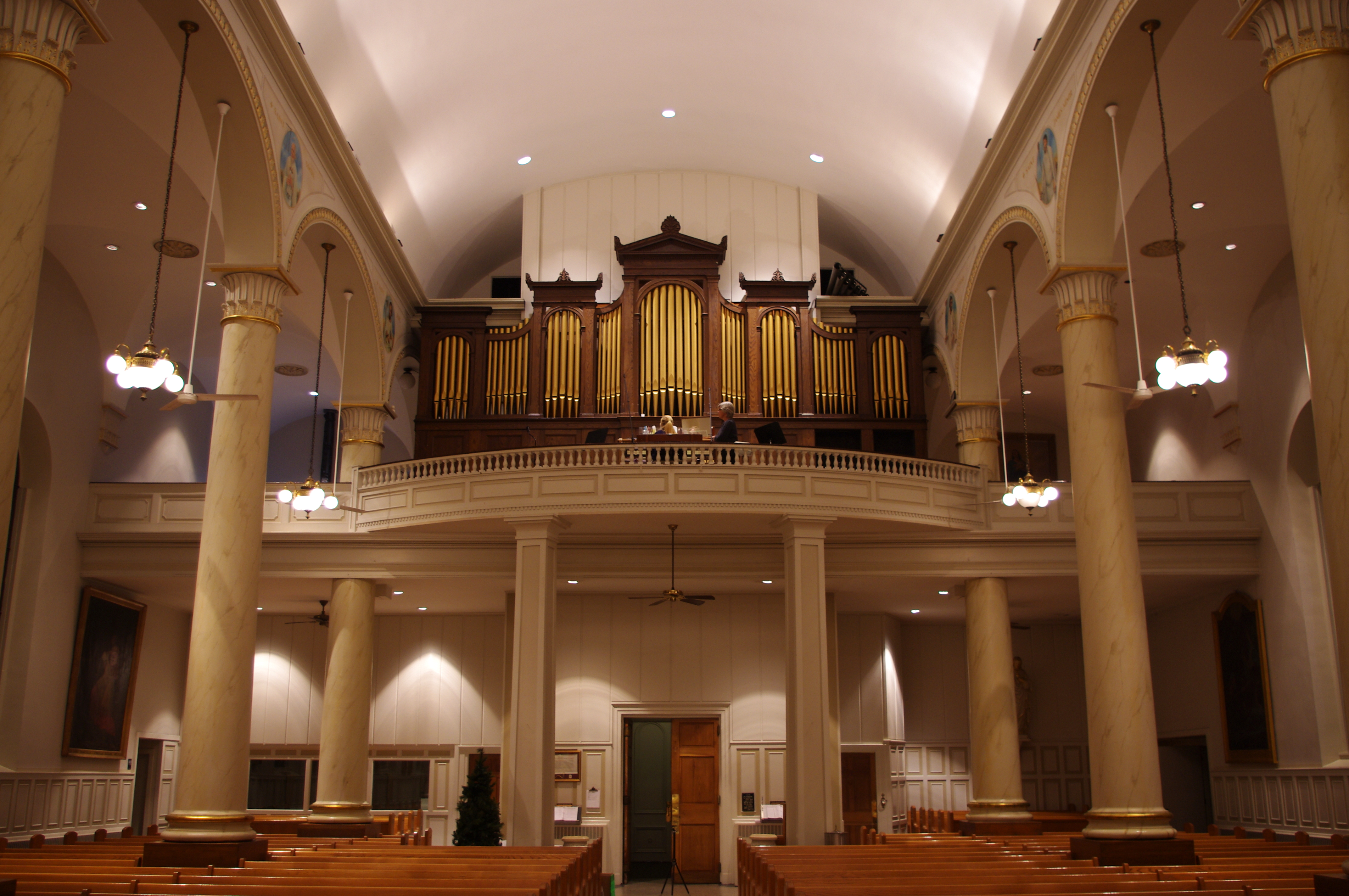
Vista interna